# Hans Gualthérie van Weezel
Johan Stephan Leonard (Hans) Gualthérie van Weezel (Velsen, 26 juli 1941) is een Nederlands voormalig diplomaat en politicus.

## Loopbaan
Van Weezel, zoals hij meestal genoemd wordt, is de zoon van Jan Gualthérie van Weezel die van 1952 tot 1970 hoofdcommissaris van politie van Den Haag was. Hij doorliep het gymnasium (alfa) en studeerde rechten aan de Rijksuniversiteit Leiden, waar hij in 1969 het doctoraal examen aflegde. Vervolgens trad hij toe tot de diplomatieke dienst, waarvoor hij onder andere in Brussel en in Lagos, Nigeria werkte.
Bij de Tweede Kamerverkiezingen 1977 werd hij namens het Christen-Democratisch Appèl (CDA) gekozen in de Tweede Kamer der Staten-Generaal. Gualthérie van Weezel was destijds lid van de CHU. Hij werd tot de rechtervleugel van zijn fractie gerekend en hield zich vooral bezig met buitenlandse zaken en justitie. Op 1 augustus 1992 verliet hij de nationale politiek om permanent vertegenwoordiger van het Koninkrijk der Nederlanden bij de Raad van Europa in Straatsburg te worden. Van 1998 tot zijn pensionering in 2005 was Gualthérie van Weezel buitengewoon en gevolmachtigd ambassadeur in Luxemburg.
Nadien werd hij voorzitter van de Commissie Integraal Toezicht Terugkeer Vreemdelingen op het Ministerie van Justitie. Tevens is hij lid van de Adviesraad Internationale Vraagstukken (AIV).
Gualthérie van Weezel is getrouwd en heeft een zoon en twee dochters. 
Zijn dochter, de journaliste Annemarie Gualthérie van Weezel, is sinds 12 juni 2010 getrouwd met Carlos de Bourbon de Parme, de oudste zoon van Irene van Lippe-Biesterfeld en Carel Hugo van Bourbon-Parma.